# Легка атлетика на літніх Олімпійських іграх 2008 — біг на 10000 метрів (чоловіки)
Змагання з бігу на 10 000 метрів у чоловіків на Літніх Олімпійських іграх 2008 у Пекіні пройшли 17 серпня на Пекінському національному стадіоні. Кененіса Бекеле після перемоги став дворазовим олімпійським чемпіоном, але вже через тиждень завоює третю золоту нагороду у забігу на 5000 метрів. Також у цьому забігу він побив свій власний олімпійський рекорд, який показав на минулій олімпіаді.

## Медалісти
| Золото                  | Срібло                | Бронза          |
| Кененіса Бекеле Ефіопія | Сілеші Сігіне Ефіопія | Міка Коґо Кенія |

## Кваліфікація учасників
Національний олімпійський комітет (НОК) кожної країни мав право заявити для участі у змаганнях не більше трьох спортсменів, які виконали норматив А (27.50,00) у кваліфікаційний період з 1 січня 2007 року по 23 липня 2008 року. Також НОК міг заявити не більше одного спортсмена з тих, хто виконав норматив В (28.10,00) за той же період. Кваліфікаційні нормативи були встановлені ІААФ.

## Рекорди
Дані наведено на початок Олімпійських ігор. 
| Світовий рекорд     | Кененіса Бекеле (Ефіопія) | 26.17,53 с | Брюссель (Бельгія) | 26 серпня 2005 року |
| Олімпійський рекорд | Кененіса Бекеле (Ефіопія) | 27.05,10 с | Афіни (Греція)     | 20 серпня 2004 року |

## Позначення
- Q — кваліфікація за місцем у забігу
- q — кваліфікація за часом
- WJR — світовий рекорд серед юніорів
- AR — рекорд Африки
- SB — найкращий результат у сезоні
- PB — найкращий результат у кар'єрі
- NR — національний рекорд
- DNF — не фінішувала
- DQ — дискваліфікована

## Результат

### Фінал
| Місце | Спортсмен              | Результат | Примітки |
| ----- | ---------------------- | --------- | -------- |
| 1.    | Кененіса Бекеле        | 27.01,17  | OR       |
| 2.    | Сілеші Сігіне          | 27.02,77  |          |
| 3.    | Міка Коґо              | 27.04,11  | SB       |
| 4.    | Мозес Масаї            | 27.04,11  | SB       |
| 5.    | Зерсенай Тадесе        | 27.05,11  |          |
| 6.    | Хайле Гебреселассіє    | 27.06,68  |          |
| 7.    | Мартін Матата          | 27.08,25  | PB       |
| 8.    | Ахмад Хассан Абдулла   | 27.23,75  | SB       |
| 9.    | Фабіано Нахаш          | 27.25,33  |          |
| 10.   | Боніфацій Кіпроп       | 27.27,28  |          |
| 11.   | Селім Байрак           | 27.29,33  | NR       |
| 12.   | Кідане Тадассе         | 27.36,11  |          |
| 13.   | Гален Рупп             | 27.36,99  | SB       |
| 14.   | Діксон Марва           | 27.48,03  |          |
| 15.   | Абдіхакем Абдірахман   | 27.52,53  |          |
| 16.   | Абдель Фаліл           | 27.53,14  |          |
| 17.   | Хуан Карлос де ла Осса | 27.54,20  |          |
| 18.   | Хасан Мабооб           | 27.55,14  |          |
| 19.   | Дюдонне Дізі           | 27.56,74  |          |
| 20.   | Есса Ізмаїл Рашед      | 27.58,67  |          |
| 21.   | Самвел Шаура           | 28.06,26  |          |
| 22.   | Фелікс Кіквай Киборит  | 28.11,92  |          |
| 23.   | Карлос Кастільйо       | 28.13,68  |          |
| 24.   | Еяд Ламдассен          | 28.13,73  |          |
| 25.   | Джорж Торрес           | 28.13,93  |          |
| 26.   | Сурендра Кумар Сінгх   | 28.13,97  |          |
| 27.   | Гюнтер Вайдлінгер      | 28.14,38  |          |
| 28.   | Кензуке Такезава       | 28.23,28  |          |
| 29.   | Хуан Карлос Ромеро     | 28.26,57  |          |
| 30.   | Сергій Іванов          | 28.34,72  |          |
| 31.   | Такаюкі Мацумі         | 28.39,77  |          |
| 32.   | Теклемарьям Медхін     | 28.54,33  |          |
| 33.   | Ерік Гілліс            | 29.08,10  |          |
| 34.   | Руй Педро Сільва       | 29.09,03  |          |
| 35.   | Александро Суарес      | 29.24,78  |          |
|       | Кутберта Ньязанго      | DNF       |          |
|       | Давид Галван           | DNF       |          |
|       | Мохамед Ель Хошимі     | DNF       |          |
|       | Коудір Аггоуне         | DNS       |          |